# 도부 철도 50000계 전동차
도부 철도 50000계 전동차(일본어: 東武50000系電車)는 2005년 3월 16일에 등장한 도부 철도의 통근형 전동차이다.
본문에서는 2006년 3월 18일에 이세사키 선에서 영업 운행을 개시한 50050계 전동차, 2007년 6월 18일부터 도조 선 계통에서 영업 운행을 개시한 50070계 전동차, 덧붙여 2008년 6월 14일에 도조 선 계통에서 영업 운행을 개시한 50090계 전동차에 대해서도 기술한다.

## 개요
본 계열은 "사람과 친환경적인 차세대 차량"을 컨셉으로 기존 차량보다 베리어 프리, 에너지 절약, 유지보수 저감 등을 목표로 하였으며, 또한 통근·근교형 전동차 표준 가이드 라인을 고려하여 설계한 차량으로 제조되었다.

### 차체· 외관
히타치 제작소의 철도 차량 제작 시스템 "A-train"을 채용하였으며 차량 제작에는 모듈 공법이 이용되었다. 차체는 알루미늄 합금을 이용한 더블 스킨 구조를 채용하여 용접 공법에는 마찰 교반 접합(FSW) 채용으로 정밀한 마무리를 도모하였다. 연결면은 충돌 사고시의 안전성을 고려하여 측구체, 처면부 구체의 접합부를 삼각형의 단면 구조로 하고 있다.
도부 철도 차량에서는 100계 '스페시아'가 최초로 알루미늄 차체를 채용하고 있었지만 통근 차량에서는 본 계열에서 처음으로 채용되었으며 동시에 최초의 알루미늄, 무도장 차량이 되었다. 도부 철도의 히타치 제작소제 차량은 78계 7860형의 제조 이후 46년 만에 이루어졌다.
전두부는 구체 부분과 별도로 제작된 보통 강철제의 앞면 패널을 볼트 고정에 의하여 구체와 접합하고 이 설계는 본 계열과 마찬가지로 히타치 제작소에서 제조된 세이부 철도 20000계와 동일하다. 전조등은 HID등, 미등은 LED를 채용하고 일체의 케이스에 묶어서 전면 하부에 배치하였다.
차량의 도장은 지금까지의 차량에 이용된 블루와 브라운이 아닌 새로운 것으로 알려진 '빛나는'을 의미하는 샤인 오렌지색으로 전면 유리 밑에는 도장에 의해 측면은 도어포켓 부분에 블록 씰로 각각 붙였다. 차량 바닥은 한세대 전의 30000계보다 25mm 낮은 1,125mm로 홈과의 단차를 줄였다. 더 나아가 폐차시의 재활용을 고려하여 차체 각부의 알루미늄 재질 통일을 도모하고 있다.

### 내부
실내도 차체와 마찬 가지로 모듈 공법으로 생산되었으며 실내의 재질은 기본적으로 알루미늄이 많이 사용(단 합금화)하여 재활용을 고려하고 있다.
내장재는 알루미늄 기초의 고경도 아크테크를 사용했으며 청결감이 있는 디자인이다. 바닥재는 화재대책・안전대책에서 미끄러지기 어려운 고무 회색 바닥재를 채택하였으며 좌석앞과 중앙부로 색조를 붙인 풋라이트(착석시의 발 공간)를 표시했다. 특별히 출입문부는 노란색으로 강조되어 있다.

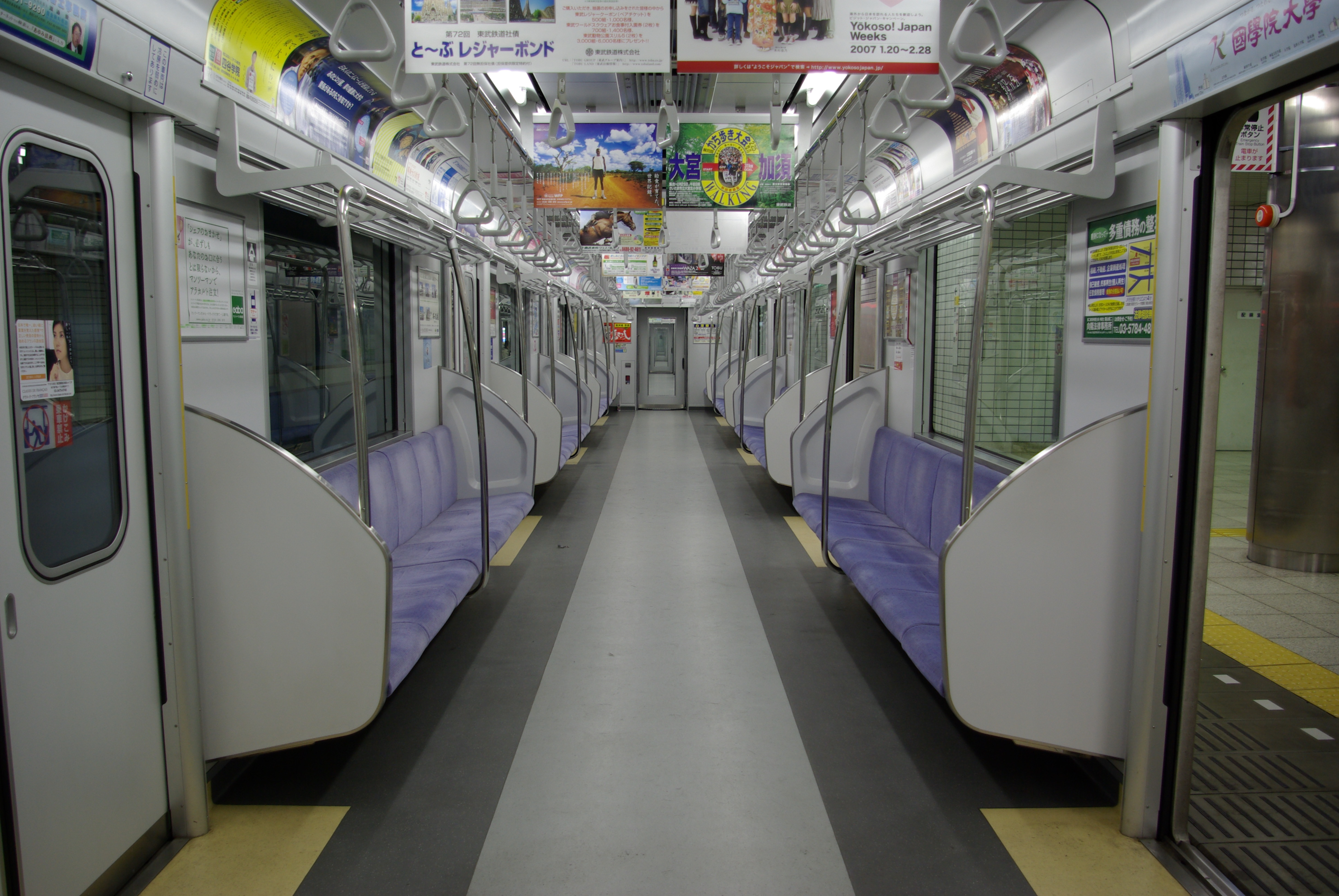
내장(50050계) (2007년 2월17일）
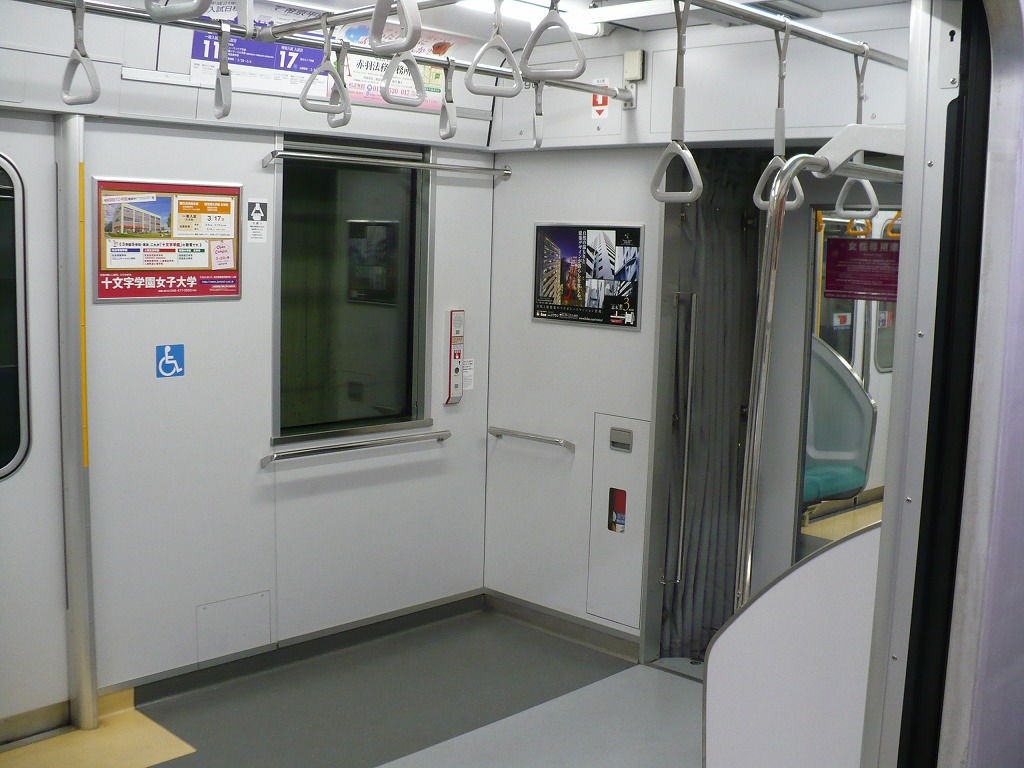
휠체어 공간 (사진은 50070계의 것）
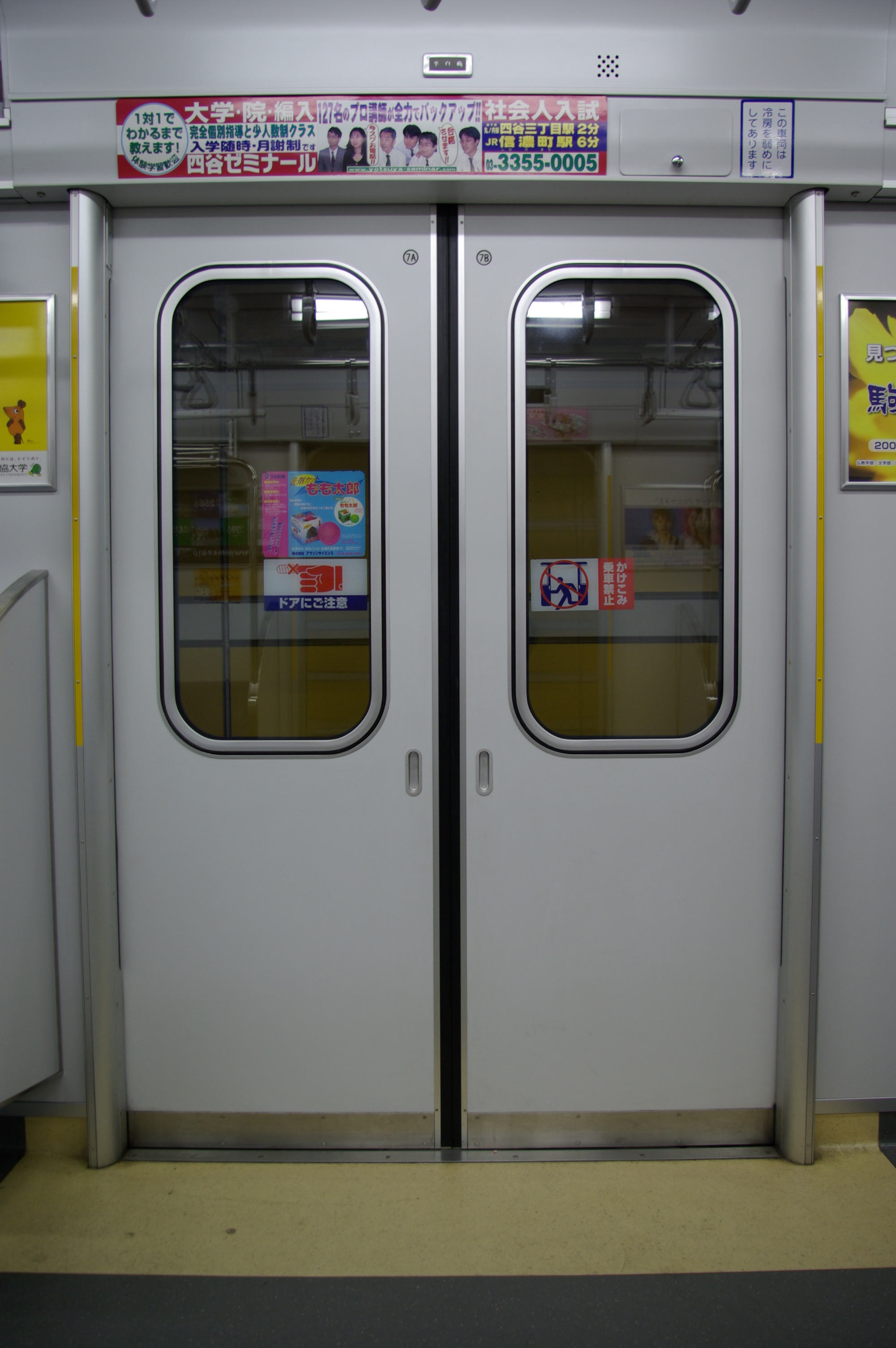
출입문과 그 옆의 난간(50050계) (2006년 7월5일）

좌석 모켓은 일반석이 등 (식물)를 이미지한 보라색의 '우이스테리어 퍼플', 우선석에는 안정감과 부드러움을 느끼게 하는 색상으로 청녹색의 '컴포트 그린' 캔틸레버식 시트를 채용했다. 1인분 폭은 460mm(50090계의 멀티 시트는 455mm)로 되어 있으며 동시에 세미버킷 식(50090계의 멀티 시트)으로 되어 있다. 좌석끝은 대형 칸막이 판을 사용했으며 출입문 사이의 좌석에는 스텐션폴(손잡이 봉) 1개가 설치되어 있다. 이 좌석은 모두 교토부 교타나베시에 위치한 스미노에 공업에서 제작했다.
객실의 측면 창은 소음 저감을 위해 고정식이 많으며 출입문 사이 대형의 1장 좌우 1,960mm, 상하 치수는 1,020mm로 최대한 확보했다. 창문 유리는 열선 흡수·UV컷 유리(가시 광선 투과율 약 75%·자외선 약 91%컷)의 녹색 유리를 채용하는 것과 동시에 프리스톱식의 리프트 커튼이 설치되었다.
비상시의 환기를 위해 차량 단부의 창은 천조 배치로 개폐가 가능하며 선두차는 1개소·중간차는 2곳이 개폐할 수 있는 구조로 되어 있다. 게다가 역 간 장시간 정차시의 환기를 고려하여 지붕위에 비상 환기 장치를 각 차량에 1대씩 탑재했다.
승객용 출입문은 실내 측도 화장판으로 마감되어 있으며 출입문 유리는 복층 유리 구조이다. 출입문 옆의 난간은 전통적인 파이프 식의 것이 생략되고 대신 알루미늄 오목 자재가 설치되어 이 부분에는 노란색 띠 재료가 붙어 있다. 연결면은 처면 창을 생략하고 관통문은 상행 방향 측에만(이케부쿠로 역·아사쿠사 역 방면) 설치되었다.
2호차 및 9호차 내부에는 휠체어 스페이스를 설치하고 있으며 이 공간에는 안전 난간과 비상 통보 장치가 설치되어 있다.
일반석부의 손잡이 바닥 높이는 1,630mm, 선반의 높이는 1,700mm이나 차량 단부에서는 우선석을 고려하였으며 손잡이의 높이는 1,600mm, 선반의 높이는 1,670mm로 각각 30mm로 낮다. 우선석부의 손잡이는 오렌지색을 사용하였다. 또한 손잡이의 벨트에는 합성 피혁의 사용을 취소하고 나일론을 사용하는 것으로 이는 화재 발생시의 유독 가스 대책이다.

#### 차내 안내 기기
차내는 30000계와 마찬가지로 출입문 상부에 LED식의 차내 안내 표시 장치를 엇갈림 배치로 설치했으며 출입문의 개폐시에는 도어 챠임이 울린다. 또한 다음역 안내에서 호차를 표시한다. 50050계·50070계에서는 거점에서 연장 운행하는 노선의 차량에 맞춘 표시가 되지만, 호차 안내에 대해서는 도부 철도 노선내에서와 마찬가지로 표시 형식으로 표시된다. 50070계 3차 도입분에서는 전 출입문의 미닫이틀에 LCD식의 차내 안내 표시 장치가 설치되었다.
LCD순서 히라가나→가타가나→한자→영어→한글 순이다.
자동 방송 장치를 설치하여 다음 역·환승 안내나 각종 매너 방송, 영어 방송 기능이 있다. 자동 방송 기능으로 문이 열려 있을 때는 출입문 부근의 스피커에서 약 7초에 1회 '폰'이라는 소리가 울린다. 이는 시각 장애인에게 출입문의 방향을 알리는 신호(유도음)이다.
게다가 차량 외부 스피커를 설치하여 차장의 조작에 의해 출입문이 닫힐 때 "출입문이 닫힙니다 주의하세요"와 승강 촉진 방송을 송출할 수 있다.

### 출입문 개폐 장치
출입문 구동 장치는 관리의 용이화를 위해 도부 철도 차량으로는 처음 전기 모터 구동 방식을 채용했다.
각 출입문에 설치된 출입문 제어 장치는 모터 전류 검지에 따른 출입문 사이에 검지를 실시하여 모터의 온오프에 의해 닫힌 문의 압력을 약화시킨다. 승객과 수하물이 끼었을 때에는 쉽게 탈출할 수 있도록 압력을 약화시키는 자기 진단 기능, 위치 제어 학습 기능, 상태 감시 기능을 갖춘다.
고장 등 수동으로 출입문을 개폐할 경우 전기식을 채용하여 차량 외부·차내 미닫이틀부의 해정 손잡이를 조작하면 가능하다. 차량 전원이 있는 상태에서 승무원실 차장 유닛의 총괄 일제 해정 스위치를 조작하면 한쪽의 전 출입문이 각 차량의 차내 처부에 있는 해정 스위치를 조작할 경우 해당 차량의 전 출입문이 각각 프리가 되어 수동으로 개폐할 수 있다.
또한 기존의 차량과 마찬가지로 측면 4개의 출입문 중 중앙의 2개소를 폐쇄하는 출입문 폐쇄 장치가 설치되어 있다. 차량 가장자리 가까이에서 여객 안내 표시기가 없는 출입문 상부에는 '반자동'으로 표기된 작은 표시가 있는데 이는 역에서 장시간 정차시 출입문을 수동으로 개폐할 수 있는 경우에 점등한다.

### 승무원실

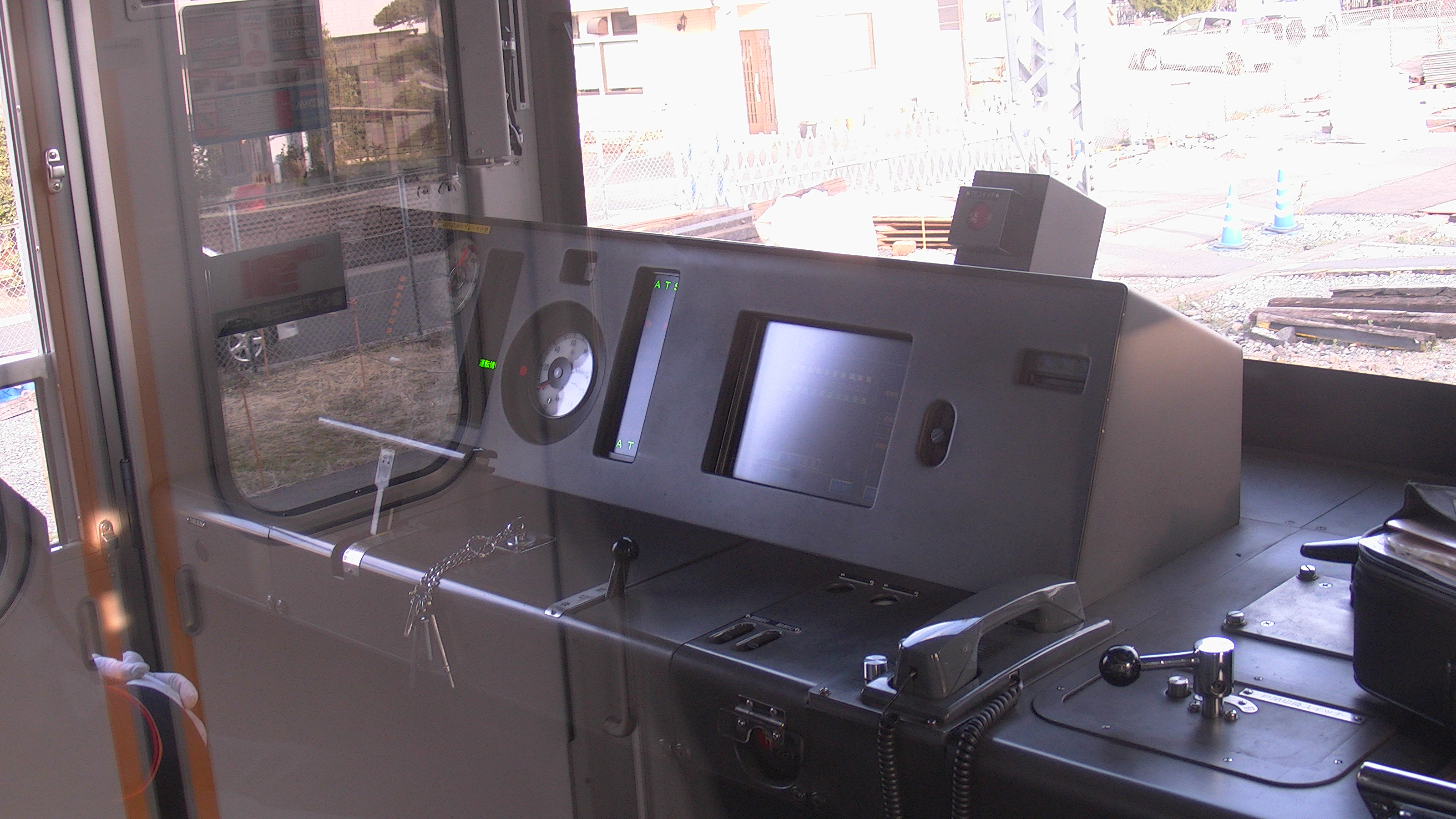
50050계의 운전대

승무원실 내부는 회색의 배색, 운전대 계기반은 짙은 회색 색조를 채용했다. 각 계열 공통으로 주간제어기는 T형 원핸들식을 사용하여 핸들 조작을 통한 정속 운전 기능이 있다. 계기판은 중앙에 120km/h 표시 속도계를 배치하고 양측에 각종 표시등, 왼쪽 끝에는 매스 노치 표시등, 맨 오른쪽에는 차량 정보 제어 장치(히타치제 ATI)의 모니터 화면이 수납되어 있다. 안전 대책으로 50090계 이후에 제조된 차량에서는 계기판 상부에 TE장치 스위치를 신설했다.
승무원실 칸막이는 운전대 뒤에 배전반을 설치했기 때문에 창은 없고 중앙에 고정창, 오른쪽에 칸막이 출입문 창이 있다. 차광막은 양쪽의 창에 설치하고 있다.

### 주행 기기
주행기기류는 각 계열이라도 거의 공통이다. 추진제어장치는 히타치 제의 2레벨 IGBT 소자를 사용한 VVVF 인버터 제어로 벡터 제어에 의한 완전 전기제동 방식을 채용했다. 제어방식은 1C4M 2군 및 1군 제어 방식이며 10량 고정 편성중 MT비는 5M5T로 하고 있다. 주전동기는 165kW 출력의 농형 3상 유도전동기(TM03형)을 채용했다.

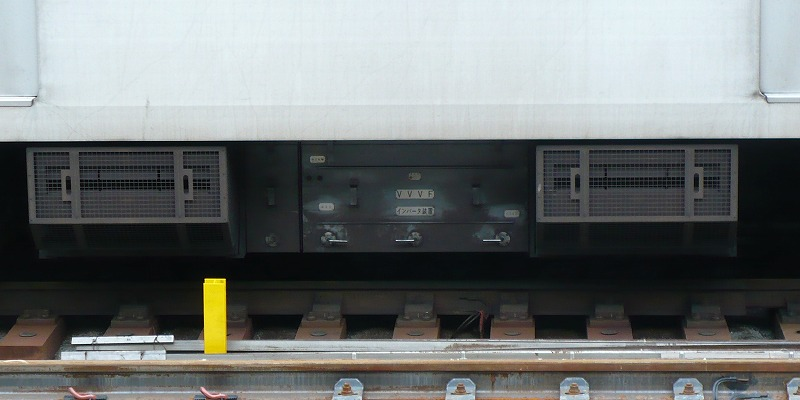
50050계의 VFI-HR2820F형 VVVF 인버터 장치 (1C4M 2군 제어）
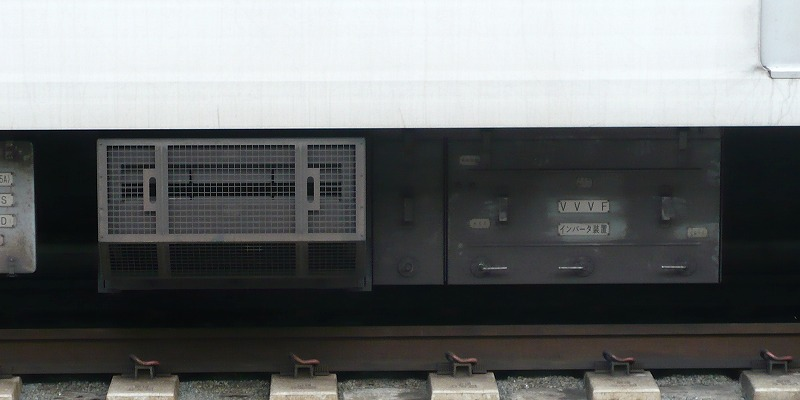
50050계의 VFI-HR1410L형 VVVF 인버터 장치 (1C4M 1군 제어）
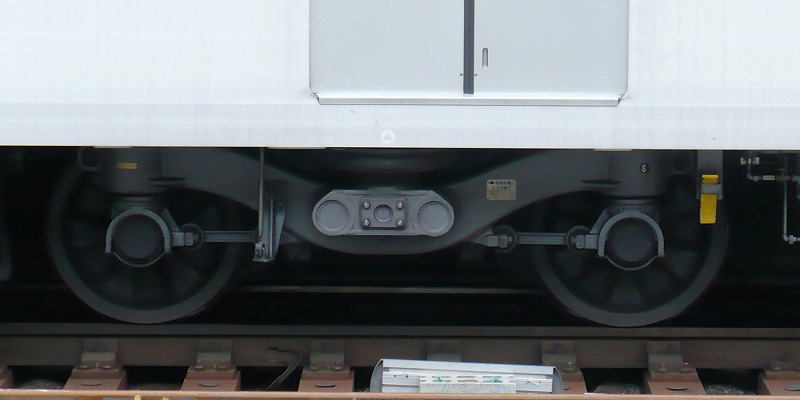
50050계의 SS167형 동력 대차
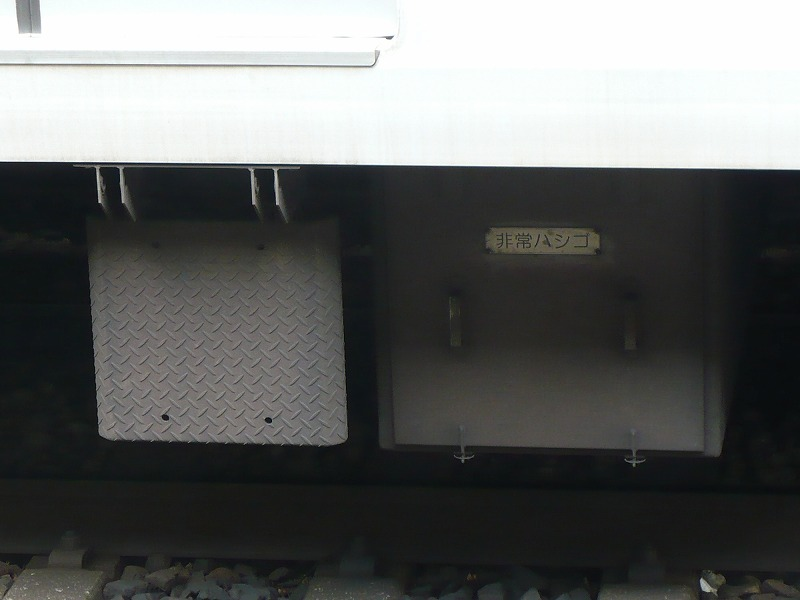
50050계 부수차 바닥 아래에 있는 비상 사다리 격납함
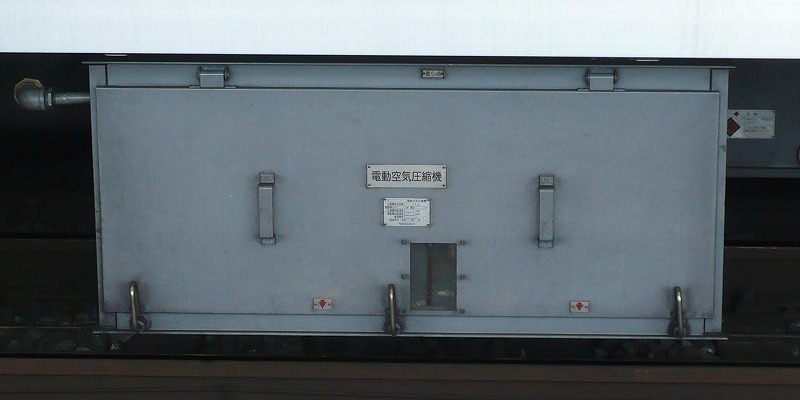
50070계의 AR1644-RWS20A형 전동 공기 압축기

대차는 모노링크식 저널박스 지지의 볼스터리스 공기 용수철 대차(SS167·SS067형, 도부 형식: TRS-03M·TRS-03T형)을 채용했으며 기초 제동은 편압식의 답면제동을 사용한다. 집전 장치는 싱글암식의 팬터그래프를 채용했으며 제어장치를 탑재한 동력차에 각 1기(편성당 3대)씩 설치했다.
보조 전원 장치는 도시바의 IGBT 소자를 사용한 250kVA 출력의 정지형 인버터(SIV)를 탑재했다. 편성당 2대를 탑재하며 가선에서의 직류 전원을 3상 교류 440V로 변환한다. 또한 중간 부수차 3량의 바닥 아래에는 비상 탈출용 사다리가 설치되었다.
공기 압축기(CP)는 나브테스코의 스크류식 AR1644-RWS20A형으로 30000계와 같이 장치 자체를 함에 넣어 소음 저감을 배려하고 있다. 이후 50090계 이후에 생산된 차량에서는 제습 장치 일체형 패키지 컴프레셔(유닛 CP)로 하고 AR1644-RWS20C형으로 변경되었다.
제어 장치는 회생제동 병용 전기지령식 공기제동 방식이다. 보안 제동·억속 제동(내설제동)·지연 포함 제어를 갖추고 있다. 각 차량에는 차륜의 활주를 방지하는 플랫 방지 장치를 설치했다. 또한 70km/h 이상부터 비상 제동에는 중압 제동 기능이 있다.

#### ATI 장치
30000계에 이어 50000계에서도 차량 정보 제어 장치를 채용했다(30000계 시스템은 도시바제), 시스템은 히타치 제작소가 개발한 "ATI장치·Autonomous decentralized Train Integrated system"이 채용되고 있다.
차량 탑재의 주요 기기는 ATI장치를 통한 RS-485의 인터페이스로 상태를 상시 감시하고 있고 운전대 모니터에서 차량 검사 기능이나 고장시에는 승무원 경보와 가이던스를 실시한다. 역행과 상용 브레이크 지령에 대해서도 ATI의 제어 전송 기능을 경유하고 있으며, 차량 내 배선이나 인통선의 대폭 삭감을 도모함으로써 차량 경량화나 에너지 관리를 실현하고 있다. 이 외에 수선시의 지원 기능으로 자동 수선 기능 및 시운전 지원 기능 등을 보유하고 있다. 시스템의 전송 속도는 3.2kbps와 고속 전송 성능을 갖추고 있다.

### 공조 장치

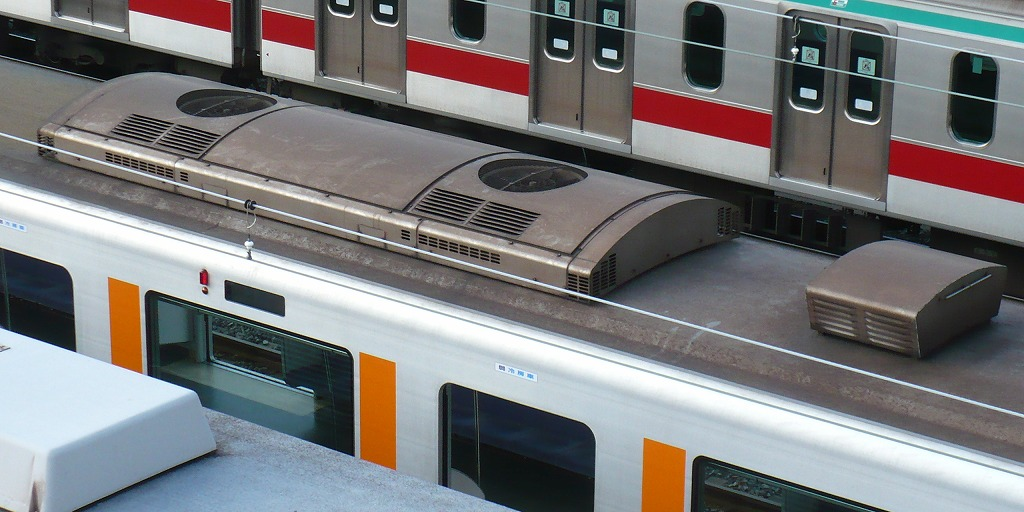
50050계 지붕위의
RPU-15005형 냉방 장치(왼쪽)와
비상 환기 장치(오른쪽)

냉방 장치는 도부 철도 최초로 집중식을 채용했다. 어느 계열이든 도시바 제의 RPU-15005형이며 장치 성능은 58.1kW(50,000kcal/h)이다. 장치는 리히트 히터에 의한 제습 모드를 대비하여 제습 운전시에는 컴프레셔로 들어가 냉매를 일시 우회하여 냉방 능력을 떨어뜨리지 않는 기능을 보유하였다. 냉매는 대체 프레온인 R407C로 실외 송풍기는 깃의 재질과 형상을 고안하여 저소음화를 도모했다. 차내에서는 선두차 7대, 중간차 8대의 보조 송풍기(라인 크로스 팬)을 제정하고 있다.
난방 장치는 캔틸리버식 시트의 채용으로 좌석 하부 회전 프레임식으로 변경했다. 설비는 기존의 통근 차량과 동일하게 출력이 높은 것을 사용하여 7인용 좌석부는 1,300W출력을 2대, 차량 단부에서는 1,100W 제품을 1대 설치하고 있으며 50090계의 크로스 시트부에서는 350W 출력품을 36대 설치하고 있다.
이들의 에어컨 설정은 전술한 ATI 모니터 화면에서 작업하며, 공기 조절 모드는 "냉방" "제습" "난방" "약 난방" "통풍"과 송풍기(가로식 팬)운전이 가능하다.

### 도입 현황
- 2004년 - 50000계 10량 1편성 도입
- 2005년 - 50000계 1편성, 50050계 6편성 70량 도입
- 2006년 - 8편성 도입 예정이었으나 실제로는 50070계 2편성, 50050계 4편성의 60량.
- 2007년 - 50070계 2편성, 50090계 4편성 60량 도입
- 2008년 - 50050계 5편성, 50070계 1편성 60량 도입[10]
- 2009년 - 50050계 3편성, 50000계 2편성 50량 도입[11]
- 2010년 - 50000계 5편성, 50090계 2편성 70량 도입[12]
- 2011년 - 50070계 2편성 20량 도입[13]

## 각 호번대 구분

### 50000계
2012년 3월 31일 시점에서는 도조선 신린코엔 수선구에 10량 9편성(90량)이 배치되어 있다.

#### 설명
차체 외관에 대해서는 처음에 완성된 51001편성은 정면 비관통식으로 전면 창문은 대형 1장 창문이며 전조등/미등의 경우는 하부로 낮아진 형태이다. 2005년도 완성의 51002편성에서는 비상용 관통문을 조수석 측에 설치하여 승무원실 내에 비상 탈출용 사다리를 설치했다. 관통문의 등장으로 전조등/미등의 위치는 차량 바닥에 맞춘 약 100mm 높은 위치로 변경되고 이후에 생산된 본 계열의 표준 형태가 되었다. 이것은 이 시기에 등장하는 50050계와 구조를 맞추었기 때문으로 알려졌다.
주간제어기는 도부 철도 도조 선 소속의 차량에서는 처음으로 원핸들식을 채용했다. 이 때문에 2004년 11월 반입 후 다음 2005년 3월 영업까지 승무원의 적응 운전 기간이 장기간 마련되었다. 도조 선 소속의 차량에서는 처음으로 IGBT 소자를 사용한 VVVF 인버터 장치나 싱글암식 팬터그래프를 채용하는 등의 점도 있었다.
차내 방송은 본선 계통에 배치된 30000계에 이어 여자 성우의 자동 방송 장치를 채용했다. 덧붙여 도부의 통근 전동차에서는 처음 도조 선내에서 영어 방송을 채용했다.
2006년 12월 23일에 신린코엔 수선구에서 개최된 '도조 선 크리스마스 이벤트'에서 외관이 다른 2편성이 나란히 촬영회용으로 전시되었다. 또한 2008년 3월 23일에 신린코엔 수선구에서 개최된 'TJ라이너 애칭 결정 기념 이벤트'에도 2편성이 나란히 촬영회용으로 전시되었다.

#### 3.4차 도입분 이후에 대해
2009년도부터 제작된 3차 도입분 및 4차 도입분(51003편성 이후)으로는 4년 만의 50000계로 그 사이에 제조된 차량(50090계와 50050계 51061편성 이후)의 사양을 도입하여 베리어 프리의 향상을 도모하고 있다.
- 차내의 천장부 이외의 내장(측면 방향 및 처 방향)을 고경도 아트 테크에서 광택도리·무늬가 있는 멜라민 치장판으로 변경했다. 출입구 바닥을 짙은 황색의 엠보스 가공한 바닥재로 변경했다.
- 차내 일반석부의 좌석 모켓을 큐빅 블루 무늬로 변경했다. 더 나아가 착석면의 버킷화와 충전물의 재검토, S용수철을 채용함으로써 편안함의 개선도 추진되고 있다.
- 측면 창은 출입문 사이를 대형 1매 창에서 2분할 개폐 가능한 하강창으로 변경하고 차량 단부를 고정창으로 한다. 이 때문에 지붕위의 비상 환기 장치를 생략했다.
- 승객용 출입문 바로 앞에 노란 색 표지 표시를 실시했다. 게다가 출입문 개폐 표시등의 설치와 츨입문 옆에 독립된 난간을 설치했다.

#### 편성 조성
|           | ← 이케부쿠로오가와마치 → |                 |                 |                 |                 |                 |                 |                  |                  |                  |
| 조성      | 쿠하 51000 (Tc1)         | 모하 52000 (M1) | 모하 53000 (M2) | 사하 54000 (T1) | 모하 55000 (M3) | 사하 56000 (T2) | 사하 57000 (T3) | 모하 58000 (M1') | 모하 59000 (M2') | 쿠하 50000 (Tc2) |
| 탑재 기기 |                          | VVVF2           | SIV・CP         |                 | VVVF1           |                 |                 | VVVF2            | SIV・CP          |                  |

범례
VVVF2: 주제어기(1C4M 2군), VVVF1: 주제어기(1C4M 1군), SIV: 보조 전원 장치(정지형 인버터), CP: 공기 압축기

### 50050계

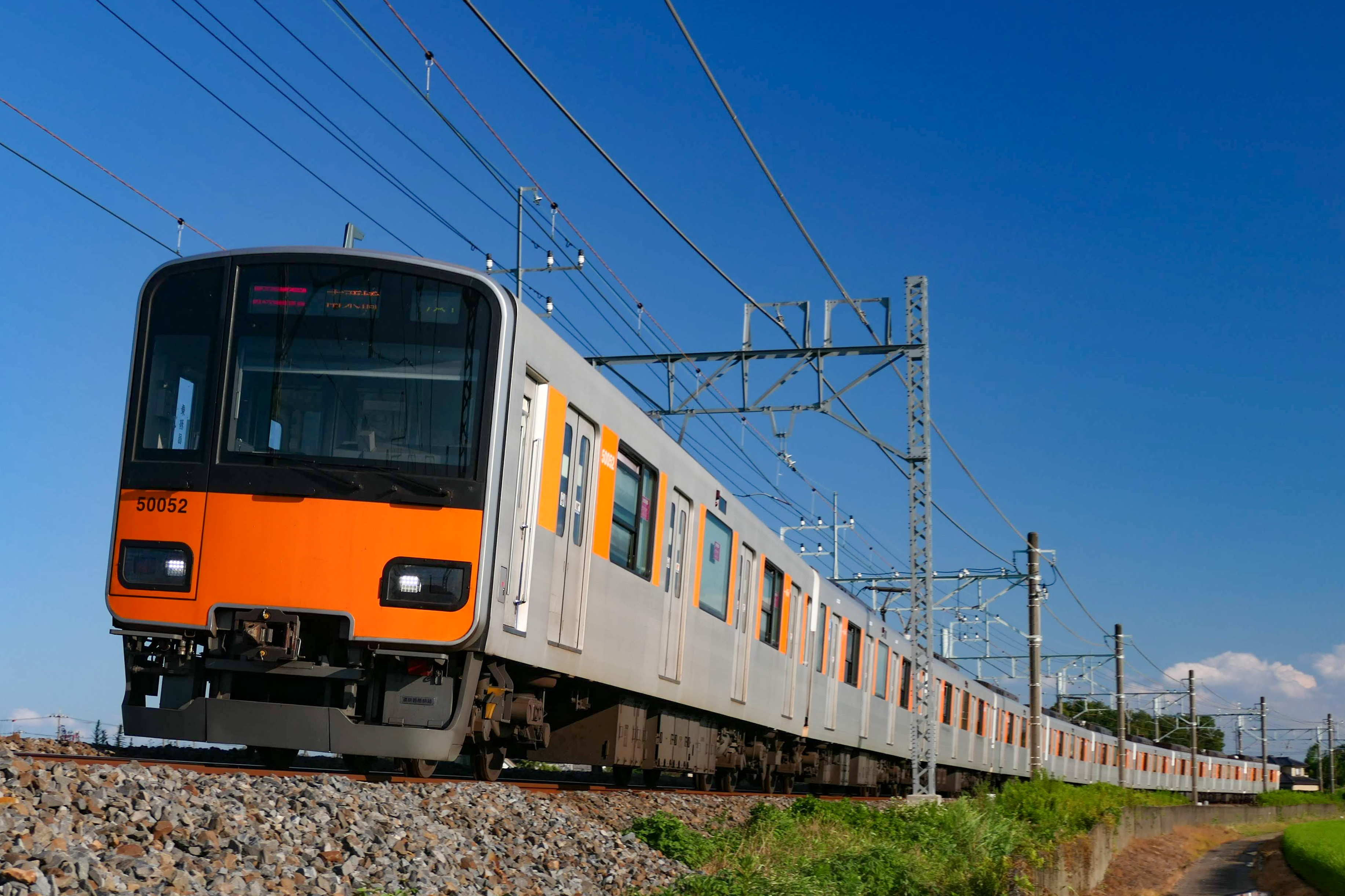
50050계
(2021년 7월 25일)

이세사키 선, 한조몬 선, 덴엔토시 선과의 직결 운행 목적으로 투입되었다. 총 18편성(180량)이 있다.

#### 설명
외관과 사양은 50000계 제2편성에 준해 있는데 이 계열은 다음과 같은 변경 사항이 있다.
- '영단(현·도쿄 지하철) 11호선, 도쿄 급행 전철 덴엔토시 선, 도부 철도 이세사키 선 직통 차량 규격 사양'을 채우기 위해 차체폭이 2,770mm가 되었다.
- 기기 면에서는 양 선두 차량에 도부형 ATS·도쿄 지하철/도큐형 ATC의 기능을 1대에 집약한 ATC/S장치를 설치했다. 더 나아가 사하 57050형의 바닥 밑에는 한조몬 선용 유도 무선 송수신기가 설치되고 처면·마루 밑에는 유도 무선 안테나가 설치되었다. 또한 앞면에는 운행 번호 표시기가 설치되었다.
- 운전대는 노선 연장 대응으로 속도계를 차내 신호[17] 표시등에 종별 표시 추가, 3개 대응 열차 무선 송수화기의 설치나 ATC/ATS변환기 등이 추가되었다.

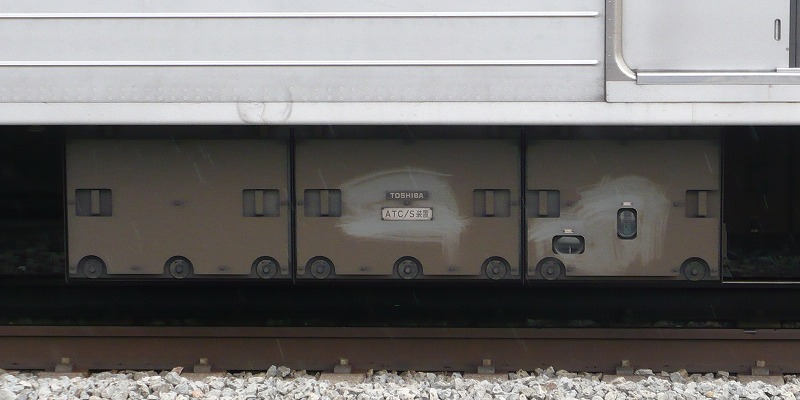
도시바제의 ATC/S 장치 （사진은 30000계에 탑재된 동일 제품）
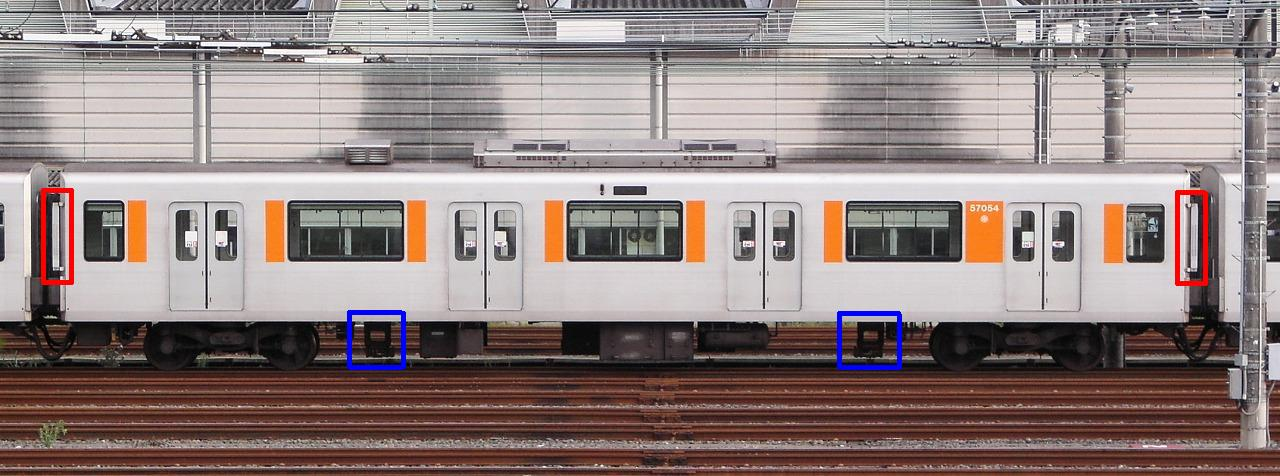
사하 57050형의 차체에 있는 유도 무선 안테나 (빨간색 테두리 표시는 측면 안테나, 푸른 테두리에는 바닥 안테나)
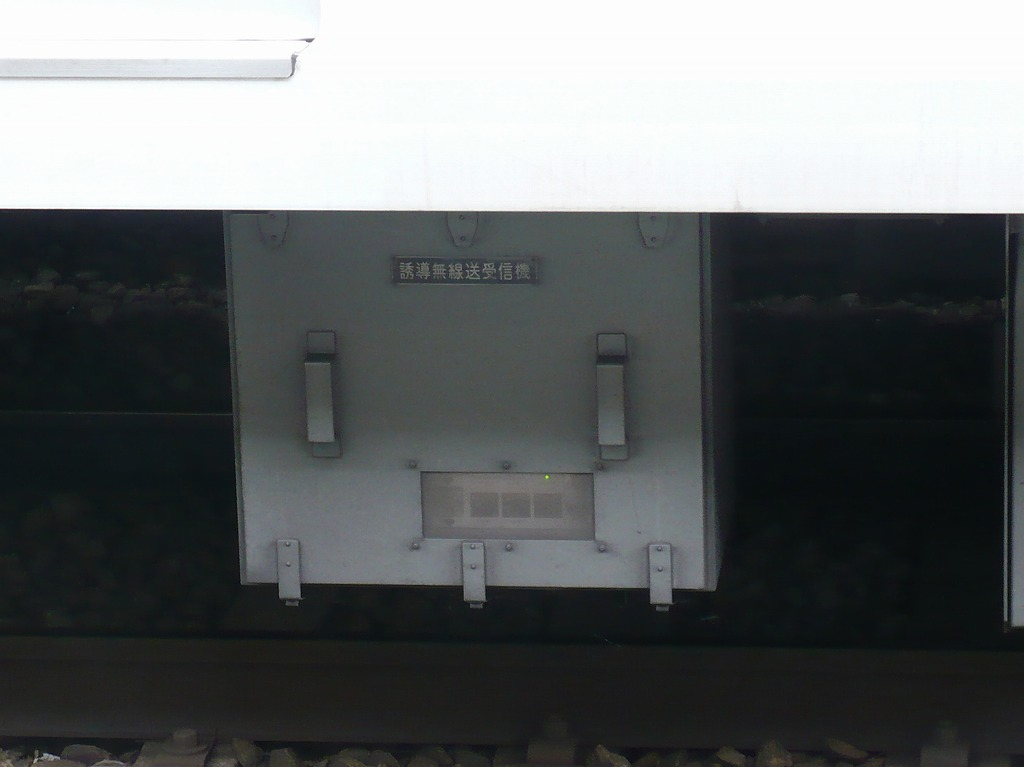
사하 57050형 바닥 밑의 유도 무선 송수신기 본체

측면의 행선 표시기는 30000계에서는 '한조몬 선 직통' '종별' '행선'을 정리해 표시했는데 본 계열에서는 '종별·행선' '한조몬 선 직통' '호차 표시'를 번갈아 표시하고 있다. 다만 '한조몬 선 직통'의 표시는 도부 선내 상행 열차만 표시하고 있으며, 그 이외의 구간·열차에서는 '종별·행선' '호차 표시'의 교대 표시이다. 호차 표시는 한조몬 선·도큐 선에 맞추고 아사쿠사·오시아게 방면의 쿠하 51050형을 10호차로 하고 있다.
51051편성 51061편성 51062편성 51066편성을 제외한 각 편성은 30000계를 교체하고 있으며 대체한 편성은 교체 대상인 30000계에서 공출한 ATC/S장치나 직결 운행용 열차 무선 장치 등을 탑재하고 직결 운행용 기기가 공출된 30000계는 2005년 12월부터 지상선 전용으로 운용되고 있다.
2009년 9월 시점에서의 교체 상황은 다음과 같다. 지하철 노선 연장 대응 편성은 30000계 2편성과 50050계 18편성 합계 20편성이 되어 평일, 토요일·휴일 모두 17편성이 운용된다.
| 교체 시기   | 기기 공출 전 편성   | 기기 공출 편성      | 기기 공출 편성의 영업 개시일 |
| ----------- | ------------------- | ------------------- | ---------------------------- |
| 증비차      | 신조                | 51051편성           | 2006년 3월18일               |
| 2005년 9월  | 31613편성+31413편성 | 51052편성           | 2006년 3월21일               |
| 2006년 4월  | 31612편성+31412편성 | 51056편성           | 2006년 5월3일                |
| 2006년 5월  | 31611편성+31411편성 | 51053편성           | 2006년 5월30일               |
| 2006년 5월  | 31614편성+31414편성 | 51054편성           | 2006년 6월20일               |
| 2006년 6월  | 31601편성+31401편성 | 51055편성           | 2006년 7월11일               |
| 2006년 10월 | 31608편성+31408편성 | 51057편성           | 2006년 11월12일              |
| 2006년 11월 | 31602편성+31402편성 | 51058편성           | 2006년 12월12일              |
| 2007년 2월  | 31607편성+31407편성 | 51059편성           | 2007년 2월25일               |
| 2007년 2월  | 31603편성+31403편성 | 51060편성           | 2007년 3월23일               |
| 2008년 7월  | 신조                | 31603편성+31403편성 | 2008년 7월6일                |
| 증비차      | 신조                | 51061편성           | 2009년 1월29일               |
| 증비차      | 신조                | 51062편성           | 2009년 1월29일               |
| 2009년 1월  | 31605편성+31405편성 | 51063편성           | 2009년 3월1일                |
| 2009년 2월  | 31610편성+31410편성 | 51064편성           | 2009년 4월2일                |
| 2008년 12월 | 31604편성+31404편성 | 51065편성           | 2009년 4월13일               |
| 증비차      | 신조                | 51066편성           | 2009년 7월23일               |
| 2009년 8월  | 31603편성+31403편성 | 51067편성           | 2009년 8월13일               |
| 2009년 9월  | 31615편성+31415편성 | 51068편성           | 2009년 9월15일               |

#### 편성 조성
|           | ← 주오린칸・시부야・오시아게구키・미나미쿠리하시 → |                 |                 |                 |                 |                 |                 |                  |                  |                  |
| 조성      | 쿠하 51050 (Tc1)                                   | 모하 52050 (M1) | 모하 53050 (M2) | 사하 54050 (T1) | 모하 55050 (M3) | 사하 56050 (T2) | 사하 57050 (T3) | 모하 58050 (M1') | 모하 59050 (M2') | 쿠하 50050 (Tc2) |
| 탑재 기기 |                                                    | VVVF2           | SIV・CP         |                 | VVVF1           |                 |                 | VVVF2            | SIV・CP          |                  |

범례
VVVF2: 주제어기(1C4M2군), VVVF1: 주제어기(1C4M1군), SIV: 보조 전원 장치(정지형 인버터), CP: 공기 압축기

### 50070계
도조 본선은 물론 후쿠토신 선, 유라쿠초 선과 직결 운행을 하기 위해 투입되었다. 후쿠토신 선에 스크림도어가 설치되어 선두차의 길이를 130mm 늘렸다.

#### 설명
도쿄 지하철 유라쿠초 선·도쿄 지하철 후쿠토신 선·도쿄급행전철 도요코 선·요코하마 고속 철도 미나토미라이21 선으로의 직결 운행에 대응하는 계열이다. 외관이나 사양은 방송 설비 등도 포함하여 50050계에 준한 것이지만 곳곳에 변경이 가해지고 있다.
- 차량 단부 측 창은 2.9호차 휠체어 스페이스부 2개소를 제외하고 모두 개폐 가능한 하강 창으로 변경되었다. 더욱이 51075편성에서는 7인 좌석부 6곳 중 차량 단부 근처의 4곳도 개폐 가능하다.
- 양 선두차의 바닥 밑에는 ATC/S장치의 설치에 덧붙여 ATO장치와 출입문 개폐 제어 전환 장치를, 쿠하 50070형에는 ATO 송수신 장치(트랜스폰더)를 탑재하였으며 유도 무선 장치는 사하 57070형에 설치하고 있다.
- 행선 표시기는 50000계·50050계 3색 LED식에서 풀컬러 LED식으로 변경되었다.
- 51073편성 ~ 51075편성은 관통문 경첩이 돌출되어 있다.

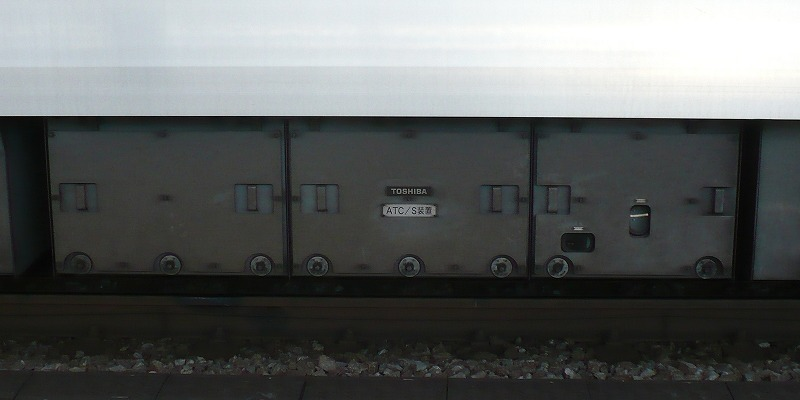
양 선두차의 ATC/S장치
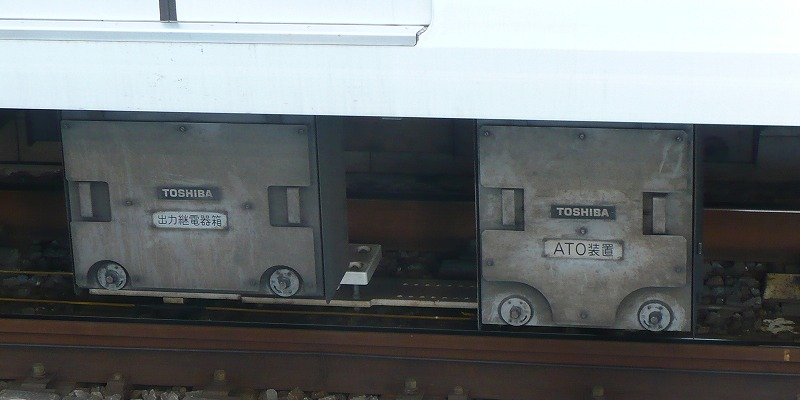
ATO장치(오른쪽)과 출력 계전기 상자
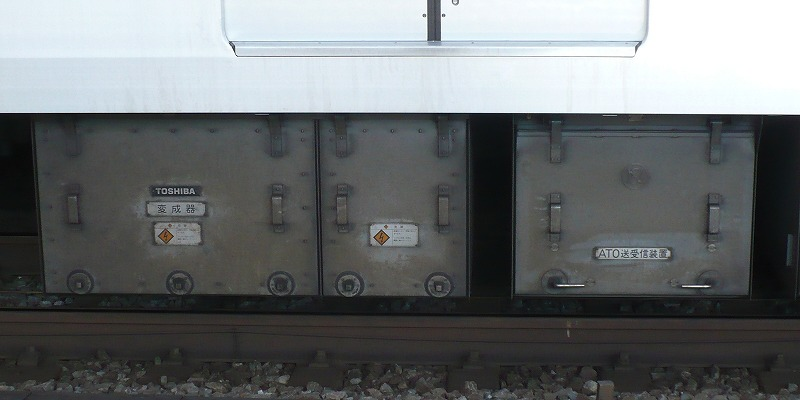
ATO송수신 장치(트랜스폰더, 오른쪽)과 변성기

- 운전대는 지하철 직결 운행에 대응하기 위해 주간 제어기의 모양과 레이아웃을 대폭 변경했고, 계기판 오른쪽에는 새로 필요한 기기 조작 패널[18]을 신설하고 상부에는 차량 CCTV(승강장 감시용 모니터 화면)을 설치했다. 출입문 개폐 제어 전환 장치를 설치함에 따라 차량 전후 인식을 제어기 키로 실시할 수 있음으로 호폐 선택 스위치를 폐지했다.
- 승무원실 경계부에 있는 칸막이 문은 전자 잠금 기능자로, 상부에 통행 표시등을 설치했다.
- 실내에서는 일반석을 남색 계열의 '큐빅 블루 무늬'로 변경했다.

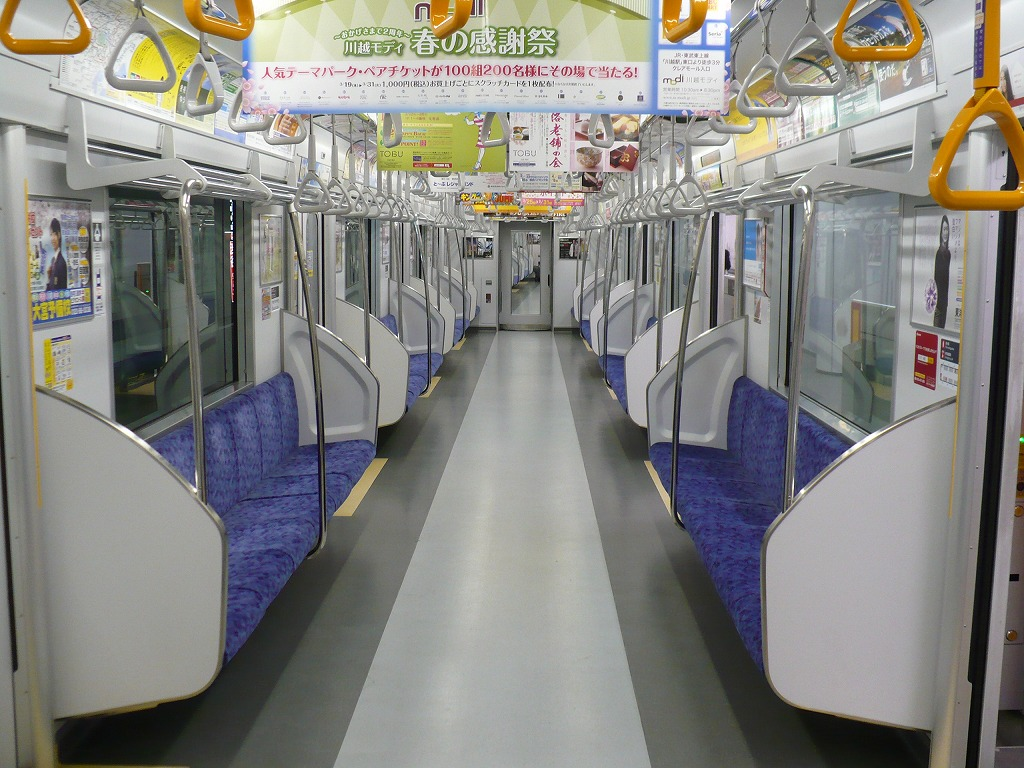
50070계의 차내 좌석 모켓을 변경
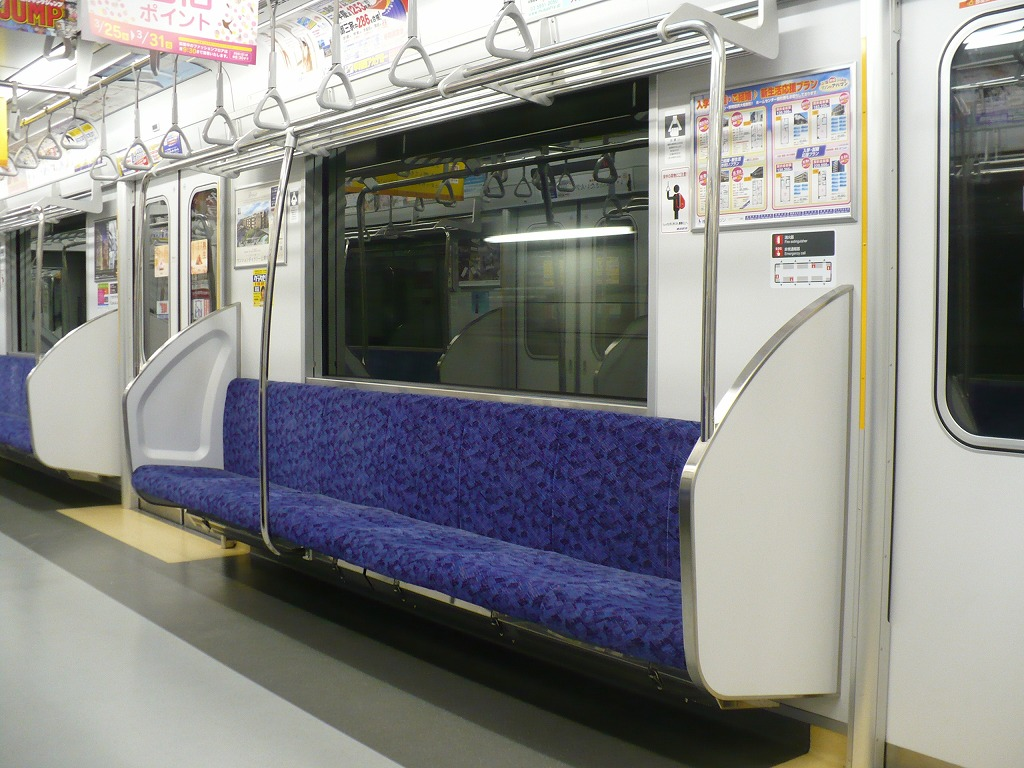
큐빅 블루 무늬의 좌석 모켓 명칭 그대로 겉면에는 큐빅(정육면체)무늬가 있다

- 게시된 노선도는 직결 운행 노선 공통의 것을 사용하기 때문에 도조 선(와코시 - 신리코엔 사이), 도쿄 메트로 유라쿠초 선·후쿠토신 선, 도쿄급행전철 도요코 선·미나토미라이 선 외에 직결 운행을 하지 않는 세이부 철도 세이부 유라쿠초 선·이케부쿠로 선(고타케무카이하라 - 네리마 - 한노 간)도 기재되어 있다.

편성·갑종 수송일·지상 운행 영업 개시일·지하 직결 운행 영업 개시일은 다음과 같다.
- 51071편성: 2007년 3월 3일 - 5일/2007년 7월 17일/2007년 7월 17일
- 51072편성: 2007년 3월 24일 - 26일/2007년 6월 18일/2007년 7월 18일
- 51073편성: 2007년 12월 15일 - 17일/2007년 12월 31일/2008년 1월 2일
- 51074편성: 2008년 1월 8일 - 10일/2008년 2월 18일/2008년 1월 23일
- 51075편성: 2008년 8월 23일 - 25일/2008년 9월 7일/2008년 9월 7일
- 51076편성: 2011년 11월 28일 - 30일/2011년 12월 21일/2012년 1월 10일
- 51077편성: 2012년 1월 17일 - 19일/2012년 2월 3일/2012년 2월 4일

#### 51076편성 이후의 변경 사항
- 차내 안내 표시기를 LED 표시식에서 도부 철도 차량으로서는 9050계·20050계 이래 처음으로 액정 디스플레이(LCD) 방식으로 변경했다[19].
- 차내의 천정부 이외의 내장(측면 방향 및 짝수 방향)을 고경도 아트 테크에서 광택사·무늬가 있는 멜라민 치장판으로 변경. 출입구 바닥을 짙은 황색의 엠보스 가공한 바닥재로 변경.
- 착석면의 버킷화와 충전물의 재검토, S용수철을 채용함으로써 편안함의 개선도 추진되고 있다.
- 측창은 출입문 사이를 대형 1매 창문에서 2분할 개폐 가능한 하강창으로 변경하고 차량 단부를 고정창으로 했다. 이 때문에 지붕위의 비상 환기 장치를 생략했다.
- 승객용 출입문 널선부에 노란색 표지 표시를 실시했다. 게다가 출입문 개폐 표시등의 설치와 출입문 옆에 독립된 칸막이를 설치했다.

#### 편성 조성
|           | ← 신키바/모토마치・주카가이 시부야 이케부쿠로신린코엔 오가와마치 → |                 |                 |                 |                 |                 |                 |                  |                  |                  |
| 조성      | 쿠하 51070 (Tc1)                                                   | 모하 52070 (M1) | 모하 53070 (M2) | 사하 54070 (T1) | 모하 55070 (M3) | 사하 56070 (T2) | 사하 57070 (T3) | 모하 58070 (M1') | 모하 59070 (M2') | 쿠하 50070 (Tc2) |
| 탑재 기기 |                                                                    | VVVF2           | SIV・CP         |                 | VVVF1           |                 |                 | VVVF2            | SIV・CP          |                  |

범례
VVVF2: 주제어기(1C4M 2군), VVVF1: 주제어기(1C4M 1군), SIV: 보조 전원 장치(정지형 인버터), CP: 공기압축기

### 50090계

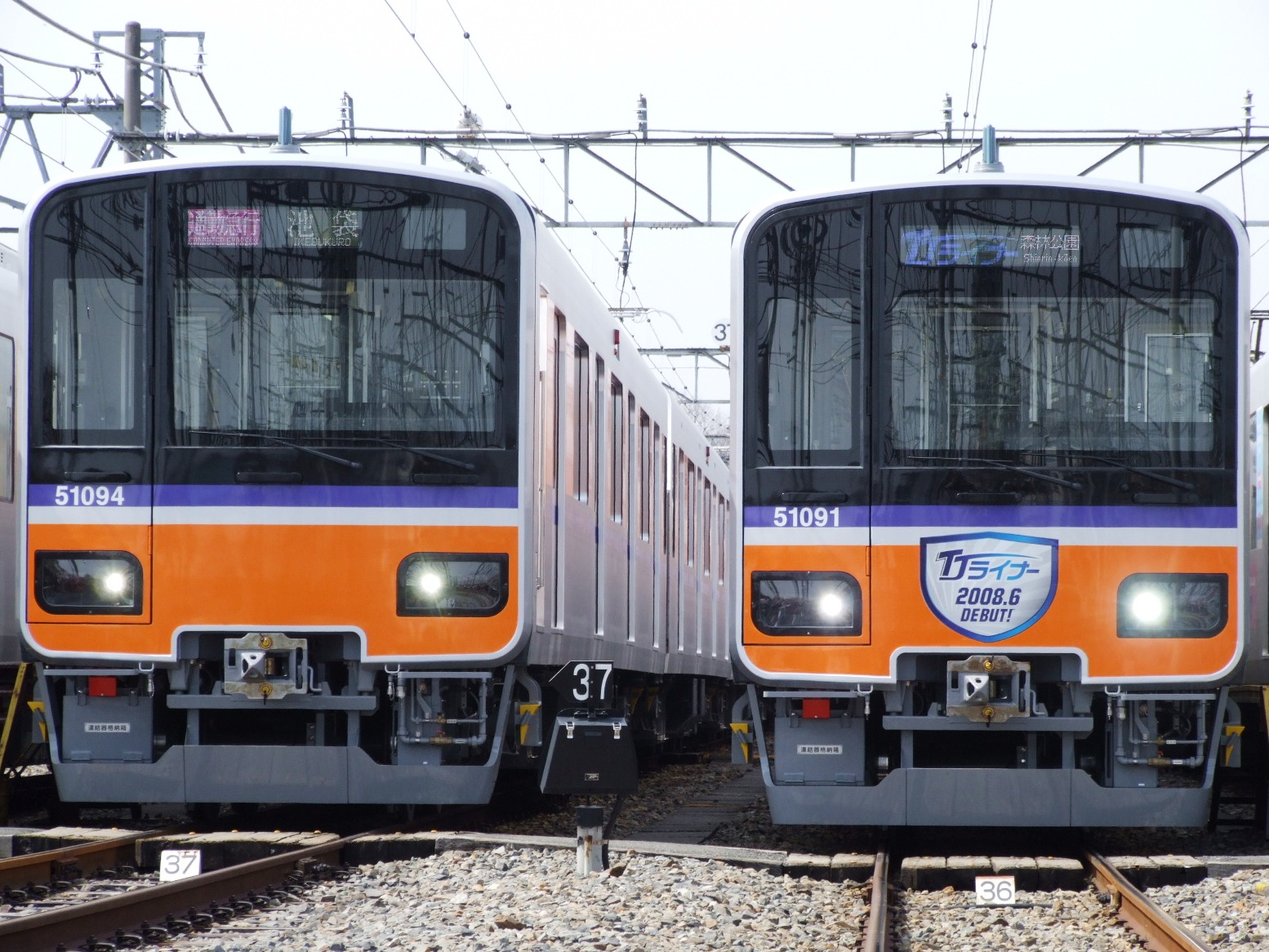
50090계
(2008년 3월 23일 신린코엔 수선구)

도조 본선의 최고등급 열차인 <TJ라이너>에 투입된 전동차이다. 2008년 6월 14일에 운행을 개시했으며, 10량 6편성(60량)이 재적하고 있다.
다른 50000계의 차량들과는 달리 보라색 띠가 칠해져 있는데 이는 '빠르다'는 이미지를 주기 위함이라고 한다. 행선 표시기는 50070계 같이 풀컬러 LED를 사용하고 있다.
실내는 기본적으로 지금까지의 각 계열에 준해 있지만 측면 및 처면의 내장을 고경도 아트텍에서 벗어나 일반적인 멜라민 치장판(광택사)으로 바꿨다(천정부는 변경 없음). 바닥재는 짙은 회색 1색(출입구 앞은 노란색)으로 변경했다.
시트도 다른 50000계와는 달리 '멀티 시트'를 장착했다. 이 시트는 레버만 밟으면 크로스시트와 롱시트로 자유자재로 바꿀 수 있는 시트이며, 쾌적성과 대량수송을 동시에 만족하는 획기적인 시트였다. 이 시트를 채택한 또 다른 회사로는 긴데쓰가 유일하다.
좌석의 1인당 폭은 455mm로 일반석에는 청색 계열이며 농담을 결합해 고급스러움을 연출하고 우선석에는 기존의 청녹색계로 안심을 연출했다. 관통문 측의 3인용 좌석은 전환 장치를 탑재하지 않지만, 등받이 높이는 다른 좌석에 맞추어 팔걸이도 장비되었다. 크로스시트 사용시에는 승객이 페달을 밟아 자유롭게 좌석을 전환할 수 있지만, 롱시트 사용시에는 페달이 수납된다. 'TJ라이너'는 이케부쿠로에서 되돌림으로 'TJ라이너'가 된 쾌속 급행, 'TJ라이너'의 되돌림 보통 열차(오가와마치 - 신린코엔 사이)로 운용되는 경우 크로스시트가 되는 그 이외에는 롱시트이다. 좌석 끝의 팔걸이는 크로스시트 운용을 고려하여 대형화되고 있다.
주행 기기 등은 종래 차량과 마찬가지이며 공기 압축기는 제습 장치 일체형 패키지 컴프레셔(유닛 CP)로 변경했다. 바닥밑에서는 각 차량의 좌석을 제어하는 '좌석 제어 박스'가 설치되어 있으며 선두차에는 출입분 개폐 제어 전환 장치가 설치되어 있다.
운전대는 50000계에 준해 있지만 계기판 오른쪽 상부에 TE장치 스위치를 설치했으며 좌석의 전환(롱시트·크로스시트 이케부쿠로 방면·크로스시트 요리이 방향으로 선택)은 운전대에 있는 ATI의 모니터 화면에서 이루어진다.
1편성은 2008년 2월 2일부터 4일, 제2편성은 같은 달 16일부터 18일, 제3편성은 3월 1일부터 3일, 제4편성은 같은 달 16일부터 18일까지 신린코엔 수선구로 갑종 수송되어 2008년 3월 21일 보도 공개되었다. 또 같은 달 23일에 신린코엔 수선구에서 'TJ라이너 애칭 결정 기념 이벤트'가 개최되어 제1.2편성이 이케부쿠로 발 신린코엔행 임시 열차로 충당되었다. 선두차 전면에는 'TJ라이너'의 데뷔 홍보 스티커가 부착되어 실내에는 도조 선 역대 특급의 사진 등이 전시됐다. 이어 같은 해 4월 20일에는 제1편성이 임시 급행 '나나도게호'로 충당되어 6월 14일부터 본격적인 영업 운행을 개시했다.
- 51095편성부터 승객용 출입문 바로 앞에 노란색 표시를 실시했다. 게다가 출입문 개폐 표시등의 설치와 출입문 옆에 독립된 칸막이를 설치했다.

2010년 10월 29일 발표한 '도부 그룹 중기 경영 계획 20102013'에서는 향후 'TJ라이너'를 증편할 계획이 있었으며, 2011년에 증편되었다.

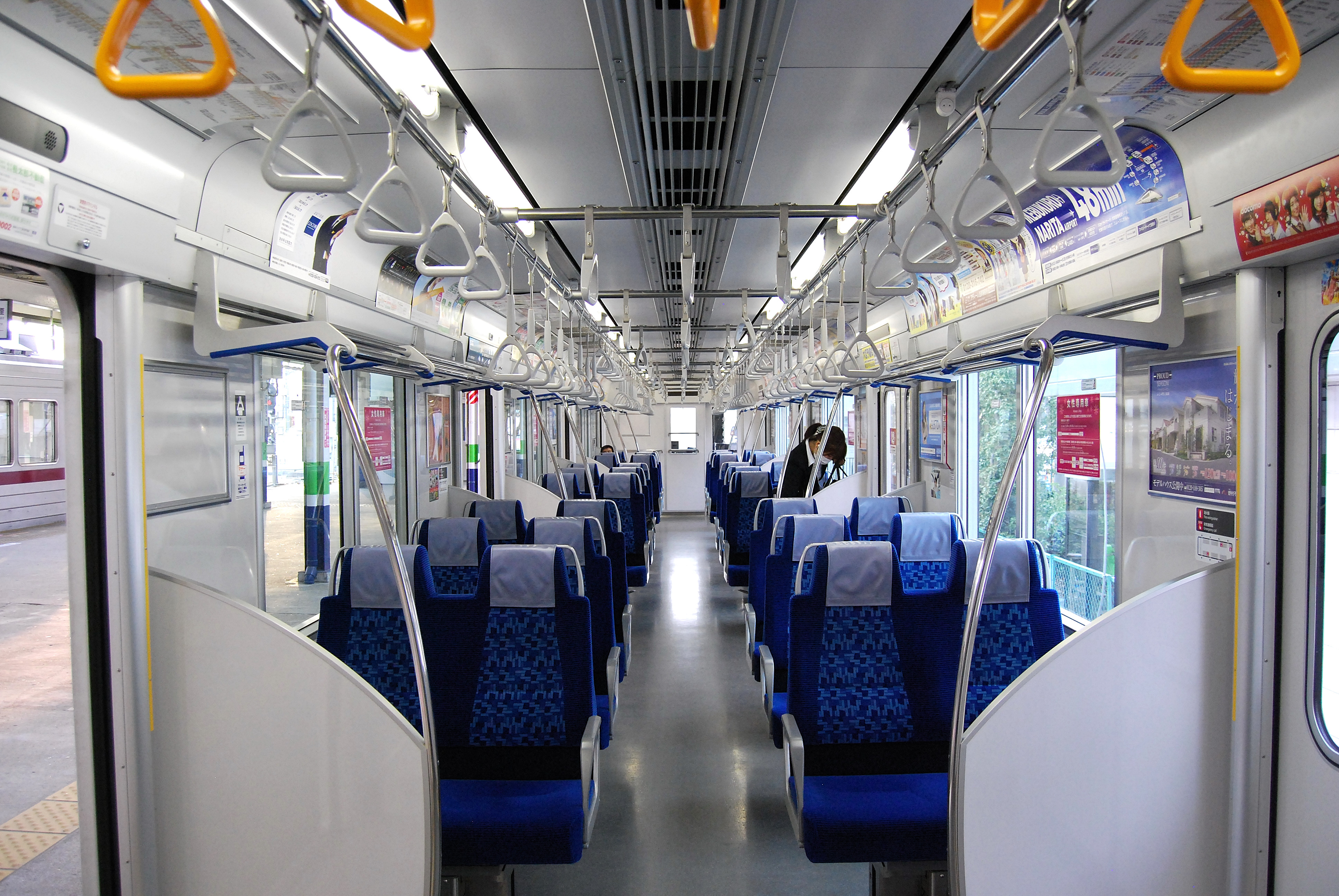
실내(크로스시트 상태)
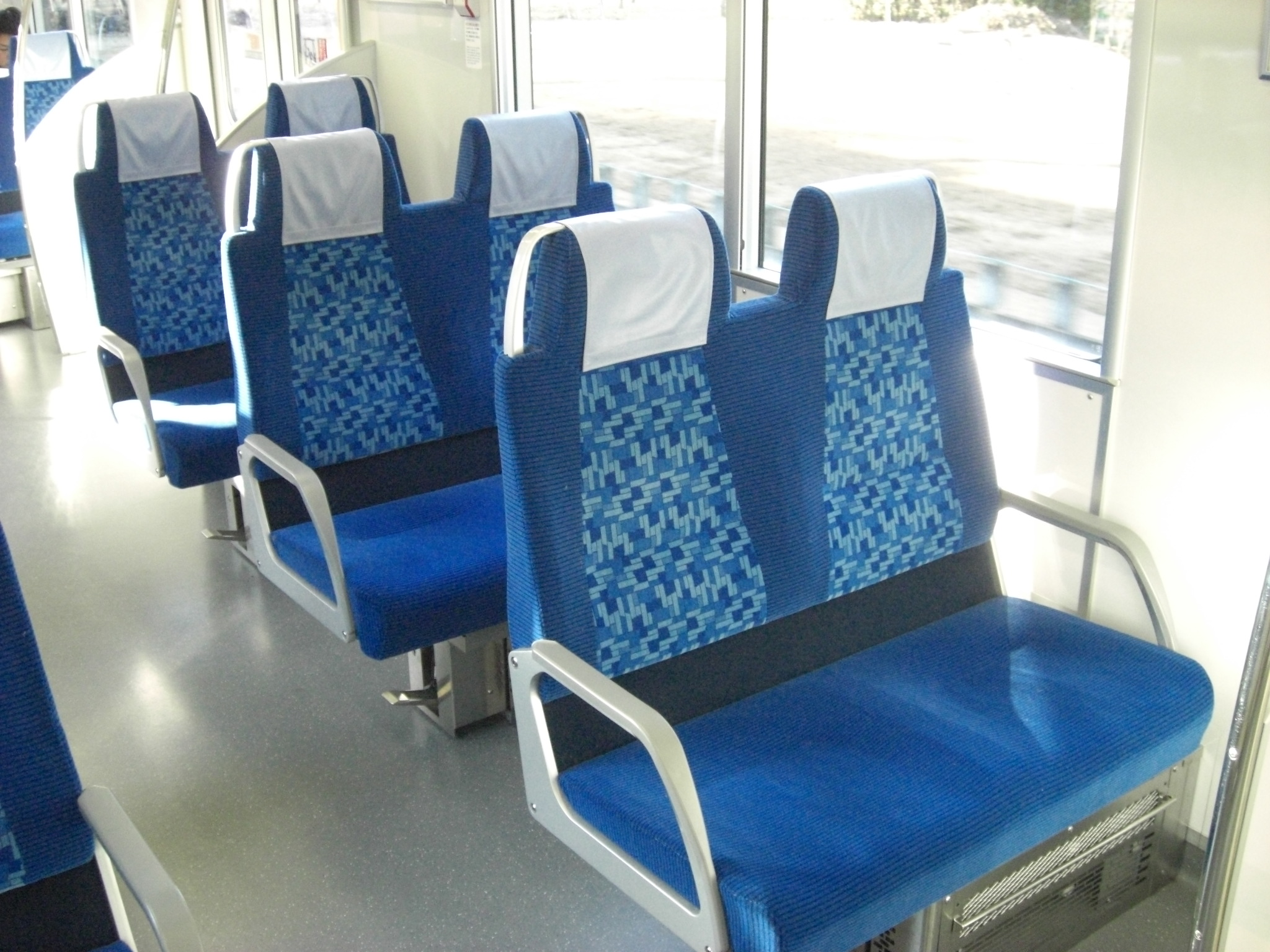
멀티 시트(크로스시트 상태)
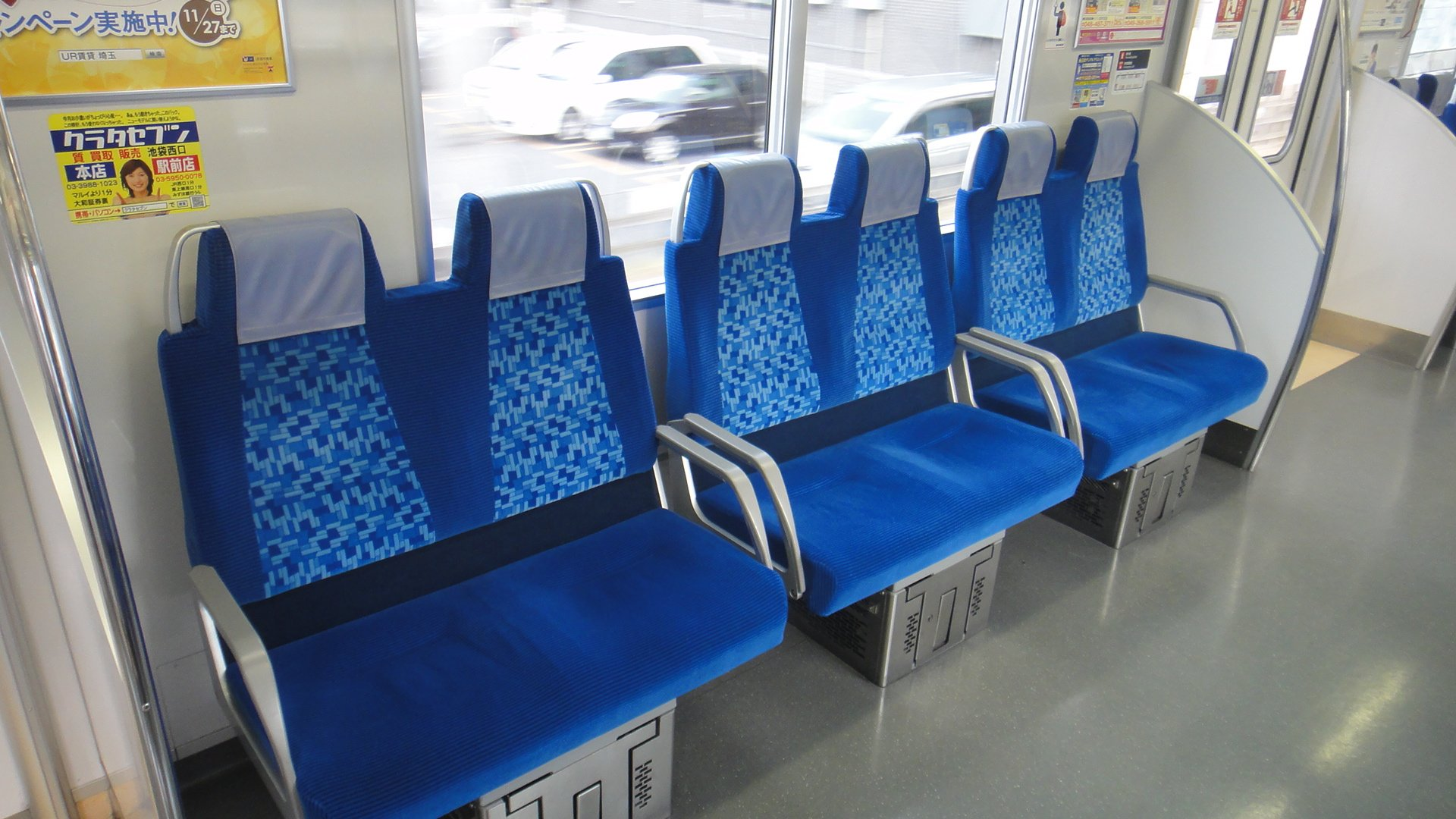
멀티 시트(롱시트 상태)
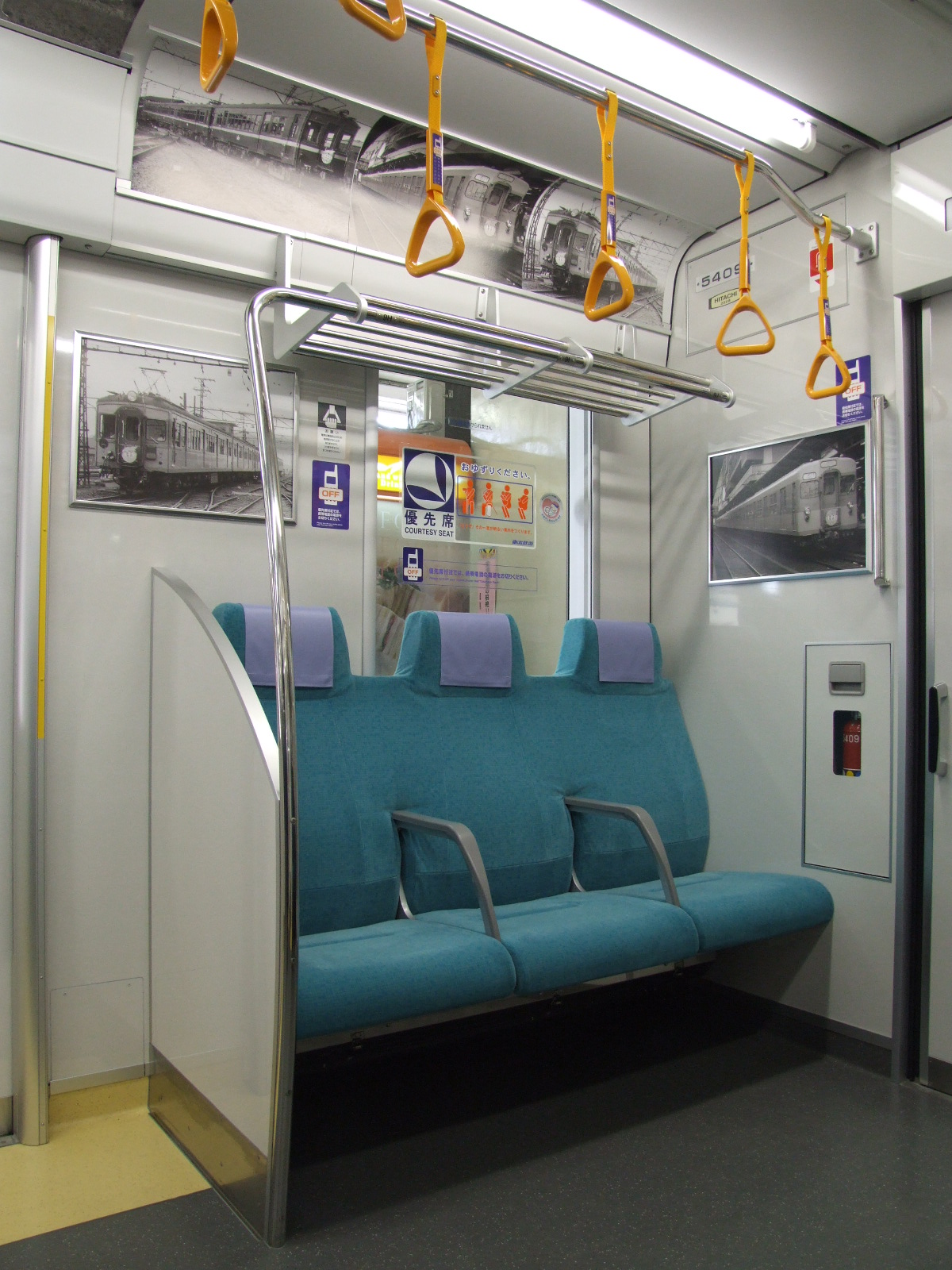
차량 단부 우선석.

#### 편성표
|           | ← 이케부쿠로오가와마치 → |                 |                 |                 |                 |                 |                 |                  |                  |                  |
| 편성 조성 | 쿠하 51090 (Tc1)         | 모하 52090 (M1) | 모하 53090 (M2) | 사하 54090 (T1) | 모하 55090 (M3) | 사하 56090 (T2) | 사하 57090 (T3) | 모하 58090 (M1') | 모하 59090 (M2') | 쿠하 50090 (Tc2) |
| 탑재 기기 |                          | VVVF2           | SIV・CP         |                 | VVVF1           |                 |                 | VVVF2            | SIV・CP          |                  |

범례
VVVF2: 주제어기(1C4M 2군), VVVF1: 주제어기(1C4M 1군), SIV: 보조 전원 장치(정지형 인버터), CP: 공기 압축기

## 운용
50000계
도부 철도 도조 선 이케부쿠로~오가와마치 간에서 TJ라이너 이외의 전 종별로 운용된다. 기본적으로 8000계·10000계열·30000계와 운용 구분은 없다.
50050계
자사 노선은 도부 스카이트리라인 오시아게 - 도부 도부쓰코엔 사이, 도부 철도 이세사키 선 도부 도부쓰코엔 - 구키 사이, 도부 닛코 선 도부 도부쓰코엔 - 미나미구리하시 간에서 운용된다. 운행 종별은 원칙으로 준급·급행에서만 운용된다. 기본적으로 30000계와 운용 구분은 없다.
도쿄메트로 한조몬 선 전구간, 도쿄 급행 전철 덴엔토시 선 전구간으로도 직결 운행한다.
50070계
50000계의 지상 운용에 덧붙여 도쿄 메트로 유라쿠초 선과 후쿠토신 선 전구간, 도쿄 급행 전철 도요코 선·요코하마 고속철도 미나토미라이 선 전구간으로도 직결 운행된다. 도쿄 급행 전철 도요코 선·요코하마 고속철도 미나토미라이 선에서는 각정 이외의 종별로 운용된다. 기본적으로 9000계·9050계와 운용 구분은 없다.
50090계
도부 철도 도조 선 이케부쿠로 ~ 오가와마치 간 전 종별에서 운용된다.
TJ라이너는 원칙적으로 이 형식만이 사용된다.

## 같이 보기
- 게이힌 급행 전철 2100형 전동차
- 게이힌 급행 전철 1000형 전동차 (2002년 도입)

## 참고 문헌
- 네기시, 토오루 (2005년 3월 1일), “도부 철도 50000계”, 《철도팬》 45 (3)
- 쿠라 모치, 나오키 (2007년 7월 1일), “도부 철도 50070계”, 《철도팬》 47 (7)
- 키, 나오키 (2008년 6월 1일), “도부 철도 50090계”, 《철도팬》 48 (6)
- 철도 저널사 '철도 저널'
  - 2005년 3월호 신형 차량 프로필 가이드 '도부 철도 신형 통근 차량 50000계의 개요'
  - 2006년 3월호 신형 차량 프로필 가이드 '도부 철도 50050계의 개요'
- 철도 도서 출판회 '철도 픽토리얼'
  - 2005년 3월호 New model '도부 철도 50000계'
  - 2005년 10월호 증간 철도 차량 연감 2005년판 '도부 철도 50000계'
  - 2007년 10월호 증간 철도 차량 연감 2007년판 '도부 철도 50070계'
  - 2008년 1월호 증간 특집 '도부 철도'
  - 2008년 10월호 증간 철도 차량 연감 2008년판 '도부 철도 50090계'
  - 2010년 10월호 증간 철도 차량 연감 '도부 철도 50000계(3.4차 차량)'
- 네코·퍼블리싱 'Rail Magazine'
  - 2005년 3월호 NEW COMER GUIDE '도부 철도 50000계'
  - 2006년 2월호 NEW COMER GUIDE '도부 철도 50050계/도조 선 50000계 2차 차량'
  - 2007년 7월호 NEW COMER GUIDE '도부 철도 50070계'
  - 2008년 6월호 NEW COMER GUIDE '도부 철도 50090계'
- 일본 철도 운전 협회 '운전 협회 잡지' 2006년 2월호 신형 차량 프로필 가이드 '지하철 11호선 상호 직통 50050계 차량'
- 와지마 다케노리·마츠모토 마사카즈, 세키노 신이치 '새로운 철도 차량 시스템 기술', 『히타치 평론 2005년 9월호』, 히타치 제작소, 2005년, pp.16-20